# Gavan O'Herlihy
Pour les articles homonymes, voir O'Herlihy.
Gavan John O'Herlihy, né le 29 juillet 1951 à Dublin et mort le 15 septembre 2021 à Bath,, est un acteur irlandais.

## Biographie
Gavan O'Herlihy est le fils de l'acteur Dan O'Herlihy. Il a interprété le rôle du frère aîné de Richie Cunnigham dans sept épisodes de la première saison de la série télévisée Happy Days. Il est remplacé par Randolph Roberts dans la deuxième saison avant que son personnage ne soit supprimé sans explication. Il a joué essentiellement des rôles de méchants au cinéma.

## Filmographie

### Cinéma
- 1978 : Un mariage (A Wedding) de Robert Altman : Wilson Briggs
- 1983 : Superman 3 : Bradley « Brad » Wilson
- 1983 : Jamais plus jamais : Jack Petachi
- 1985 : Le Justicier de New York : Fraker
- 1988 : Willow : Airk Thaughbauer
- 1995 : The Shooter : Dick Powell
- 1997 : Prince Vaillant : le roi Thane
- 2009 : The Descent 2 : Vaines

### Télévision
- 1974 : Happy Days (7 épisodes) : Chuck Cunningham
- 1975 : L'Homme qui valait trois milliards (saison 2 épisode 21) : Dan
- 1976 : Le Riche et le Pauvre (mini-série) : Phil McGee
- 1978 : Super Jaimie (saison 3 épisode 13) : Jim Burns
- 1985 : Les Douze Salopards 2 (téléfilm) : Conrad E. Perkins
- 1989 : Lonesome Dove (mini-série) : Dan Suggs
- 1990 : Les Contes de la crypte (saison 2 épisode 5) : Richard
- 1990 : Twin Peaks (saison 2 épisodes 10 et 13) : Preston King
- 1995 : Star Trek: Voyager (saison 1 épisode 1) : Maje Jabin
- 2009 : Inspecteur Barnaby (saison 12 épisode 2) : George Arlington